# Philip Akin
Philip „Phil“ Akin (* 18. April 1950 in Kingston, Jamaika) ist ein kanadischer Schauspieler jamaikanischer Herkunft.

## Leben
Als Philip Akin drei Jahre alt war, wanderte seine Familie von Jamaika nach Oshawa in Kanada aus. An der Ryerson Theatre School Building in Toronto erlernte er die Schauspielkunst. Seinen ersten Auftritt als Schauspieler hatte er in dem Film Straße der Verlierer 1978. In den nächsten Jahren folgten eine Vielzahl von Filmen und Serien. Jedoch gelang ihm nie der große Durchbruch. In Deutschland ist er vor allem für seine Darstellung des Charlie DeSalvo in der Fernsehserie Highlander bekannt. Auch in der Spin-off Serie Raven – Die Unsterbliche hatte er einen Auftritt in einer anderen Rolle. In großen Hollywood-Produktionen wie zum Beispiel Der Anschlag oder S.W.A.T. – Die Spezialeinheit hat Philip Akin meist nur sehr kleine Rollen.
Akin beherrscht die Kampfsportarten Yoshinkan-Aikidō, Taijiquan und Kung Fu.

## Filmografie (Auswahl)
- 1978: Straße der Verlierer (Three Card Monte)
- 1979: Running – Der Moment seines Lebens (Running)
- 1980: Deadline
- 1981: Papa haut auf den Putz (Improper Channels)
- 1981: Gas
- 1981: A Far Cry from Home (Fernsehfilm)
- 1982: Shocktrauma (Fernsehfilm)
- 1984: Covergirl
- 1984: Rückkehr aus einer anderen Welt (Iceman)
- 1985: Flucht zurück (Martin’s Day)
- 1985: Der glitzernde Tod (In Like Flynn, Fernsehfilm)
- 1985–1987: Nachtstreife (Night Heat, Fernsehserie, 7 Folgen)
- 1986: Der Herrscher des Central Parks (The Park Is Mine, Fernsehfilm)
- 1986: Der Frauenmörder von Los Angeles (Easy Prey, Fernsehfilm)
- 1986: Preis der Leidenschaft (The High Price of Passion, Fernsehfilm)
- 1986: Frohe Weihnachten, Mrs. Kingsley (Christmas Eve, Fernsehfilm)
- 1987: Walking on Air (Fernsehfilm)
- 1987: Prettykill
- 1987: Die Unbarmherzigen (Nowhere to Hide)
- 1987: Insect
- 1987: Nightstick (Fernsehfilm)
- 1987: Kampf um Liebe (A Conspiracy of Love, Fernsehfilm)
- 1987: Detective Sadie schlägt zu (Sadie and Son, Fernsehfilm)
- 1988: Eine Frau steht ihren Mann (Switching Channels)
- 1988–1989: Krieg der Welten (War of the Worlds, Fernsehserie, 25 Folgen)
- 1989: Millennium – Die 4. Dimension (Millennium)
- 1990: Stella
- 1990: Uncut Gem (Fernsehfilm)
- 1990: Blutiger Engel (Descending Angel, Fernsehfilm)
- 1991: F/X 2 – Die tödliche Illusion (F/X2)
- 1991: The Big Slice – Ein verrücktes Ding (The Big Slice)
- 1991: Dinner für Sechs – Woodstock meets Wallstreet (Married to It)
- 1992: Schwarzer Tod (Quiet Killer, Fernsehfilm)
- 1992–1995: X-Men (Fernsehserie, 17 Folgen, Sprechrolle)
- 1992: Devlin – Blutige Intrige (Devlin, Fernsehfilm)
- 1992: Der Todesengel vom Grand Central (Terror on Track 9, Fernsehfilm)
- 1993: Du lügst (Liar, Liar, Fernsehfilm)
- 1993–1995: Highlander (Fernsehserie, 17 Folgen)
- 1994: No Panic – Gute Geiseln sind selten (The Ref)
- 1994: Monster Force (Fernsehserie, 13 Folgen, Sprechrolle)
- 1995: Verschwörung der Angst (The Conspiracy of Fear)
- 1996: Ed McBain – Tod einer Tänzerin (Ed McBain's 87th Precinct: Ice, Fernsehfilm)
- 1996: Warnung aus dem Jenseits (The Haunting of Lisa, Fernsehfilm)
- 1996: Eine Familie zum Kotzen (The Stupids)
- 1996: Amy und die Wildgänse (Fly Away Home)
- 1996: Ein Leben in Schande – Die ganze Welt schaut auf Dich (Talk to Me, Fernsehfilm)
- 1996: Allein gegen das Recht (Mistrial, Fernsehfilm)
- 1996: Traders (Fernsehserie, 7 Folgen)
- 1997: Die Modemafia (While My Pretty One Sleeps, Fernsehfilm)
- 1997: Solange es noch Hoffnung gibt (…First Do No Harm, Fernsehfilm)
- 1997: Elvis und der Präsident (Elvis Meets Nixon, Fernsehfilm)
- 1997: Ein Abschied für immer? (Time to Say Goodbye?)
- 1997: Der Psycho-Pate (The Don's Analyst, Fernsehfilm)
- 1997: Die Farbe der Gerechtigkeit (Color of Justice, Fernsehfilm)
- 1997: Ms. Scrooge – Ein wundervoller Engel (Ms. Scrooge, Fernsehfilm)
- 1997, 2000: PSI Factor – Es geschieht jeden Tag (PSI Factor – Chronicles of the Paranormal, Fernsehserie, 2 Folgen)
- 1998: U-Bahn-Inferno: Terroristen im Zug (The Taking of Pelham One Two Three, Fernsehfilm)
- 1998: Woo
- 1998: Gänsehaut – Die Stunde der Geister (Goosebumps, Fernsehserie, 3 Folgen)
- 1998: Airborne – Bete, dass sie nicht landen! (Airborne)
- 1998: Down in the Delta
- 1998: Anna und der Geist (Giving Up the Ghost, Fernsehfilm)
- 1998: One Tough Cop
- 1999: Wenn Liebe tötet (The Wrong Girl, Fernsehfilm)
- 1999: Family of Cops (Family of Cops III: Under Suspicion, Fernsehfilm)
- 1999: Deep in My Heart (Fernsehfilm)
- 1999: Turbulenzen – und andere Katastrophen (Pushing Tin)
- 1999: To Love, Honor & Betray (Fernsehfilm)
- 1999: Undercover – In Too Deep (In Too Deep)
- 1999: Strange Justice (Fernsehfilm)
- 1999: P.T. Barnum (Fernsehfilm)
- 1999: Murder Most Likely (Fernsehfilm)
- 2000: Mary Kay Letourneau – Eine verbotene Liebe (All-American Girl: The Mary Kay Letourneau Story, Fernsehfilm)
- 2000: Caitlin’s Way (Fernsehserie, 4 Folgen)
- 2000: Who Killed Atlanta’s Children? (Fernsehfilm)
- 2000: Tod eines Offiziers (One Kill, Fernsehfilm)
- 2000: Sieg des Herzens (Custody of the Heart, Fernsehfilm)
- 2000: Die einzig wahre Liebe (One True Love, Fernsehfilm)
- 2000: Left Behind
- 2000: Komm zurück ins Leben (Range of Motion, Fernsehfilm)
- 2000: Relic Hunter – Die Schatzjägerin (Relic Hunter, Fernsehserie, 1 Folge)
- 2001: Blackout – Terror im Dunkeln (Blackout, Fernsehfilm)
- 2001: Bojangles (Fernsehfilm)
- 2001: Hitched (Fernsehfilm)
- 2002: Sieh dich nicht um (Pretend You Don’t See Her, Fernsehfilm)
- 2002: The Red Sneakers (Fernsehfilm)
- 2002: Der Anschlag (The Sum of All Fears)
- 2002: The Master Criminal (Fernsehfilm)
- 2002: Cube 2: Hypercube
- 2002: Second String (Fernsehfilm)
- 2002: Everybody’s Doing It (Fernsehfilm)
- 2003: Mafia Doctor (Fernsehfilm)
- 2003: How to Deal – Wer braucht schon Liebe? (How to Deal)
- 2003: S.W.A.T. – Die Spezialeinheit (S.W.A.T.)
- 2004: The Skulls 3
- 2004: Love Rules – Verliebt, verlobt, verstritten (Love Rules!, Fernsehfilm)
- 2004: H2O (Fernsehserie, 2 Folgen)
- 2005: The Perfect Man
- 2005: Cool & Fool – Mein Partner mit der großen Schnauze (The Man)
- 2005: Burnt Toast (Fernsehfilm)
- 2005: Get Rich or Die Tryin’
- 2005: Das Spiel des Lebens (Knights of the South Bronx, Fernsehfilm)
- 2006: Absolution (Fernsehfilm)
- 2006: Me and Luke (Fernsehfilm)
- 2007: Bottom Feeder
- 2007: Shake Hands with the Devil
- 2007: This Beautiful City
- 2007: P2 – Schreie im Parkhaus (P2)
- 2008: Friends and Heroes (Fernsehserie, 13 Folgen, Sprechrolle)
- 2008–2011: Flashpoint – Das Spezialkommando (Flashpoint, Fernsehserie, 5 Folgen)
- 2009: Taking a Chance on Love (Fernsehfilm)
- 2010: Wer ist Clark Rockefeller? (Who is Clark Rockefeller?, Fernsehfilm)
- 2013: Der Fall Casey Anthony (Prosecuting Casey Anthony, Fernsehfilm)
- 2014: RoboCop
- 2014: The Best Laid Plans (Miniserie, 3 Folgen)
- 2018: Love, of Course (Fernsehfilm)